# Cyrtomium juglandifolium
Espèce
Cyrtomium juglandifolium est une fougère de la famille des Dryopteridacées.

## Description
La fougère présente un aspect peu touffu.
Les frondes peuvent mesurer jusqu'à 60 cm de long, assez coriaces, sur un court rhizome.
Elles sont complètement divisées en 8 à 10 paires de folioles d'une dizaine de centimètres de long sur 3 à 4 de large, ovo-lancéolés ou lancéolés, assez largement séparés – de 2 à 4 cm - sur le pétiole (comparativement, Cyrtomium falcatum ou Cyrtomium fortunei ont les folioles beaucoup plus resserrés).
Les sores sont disposés irrégulièrement, plutôt vers la nervure centrale.
Cette fougère est originaire du Mexique et du nord de l'Amérique du Sud.

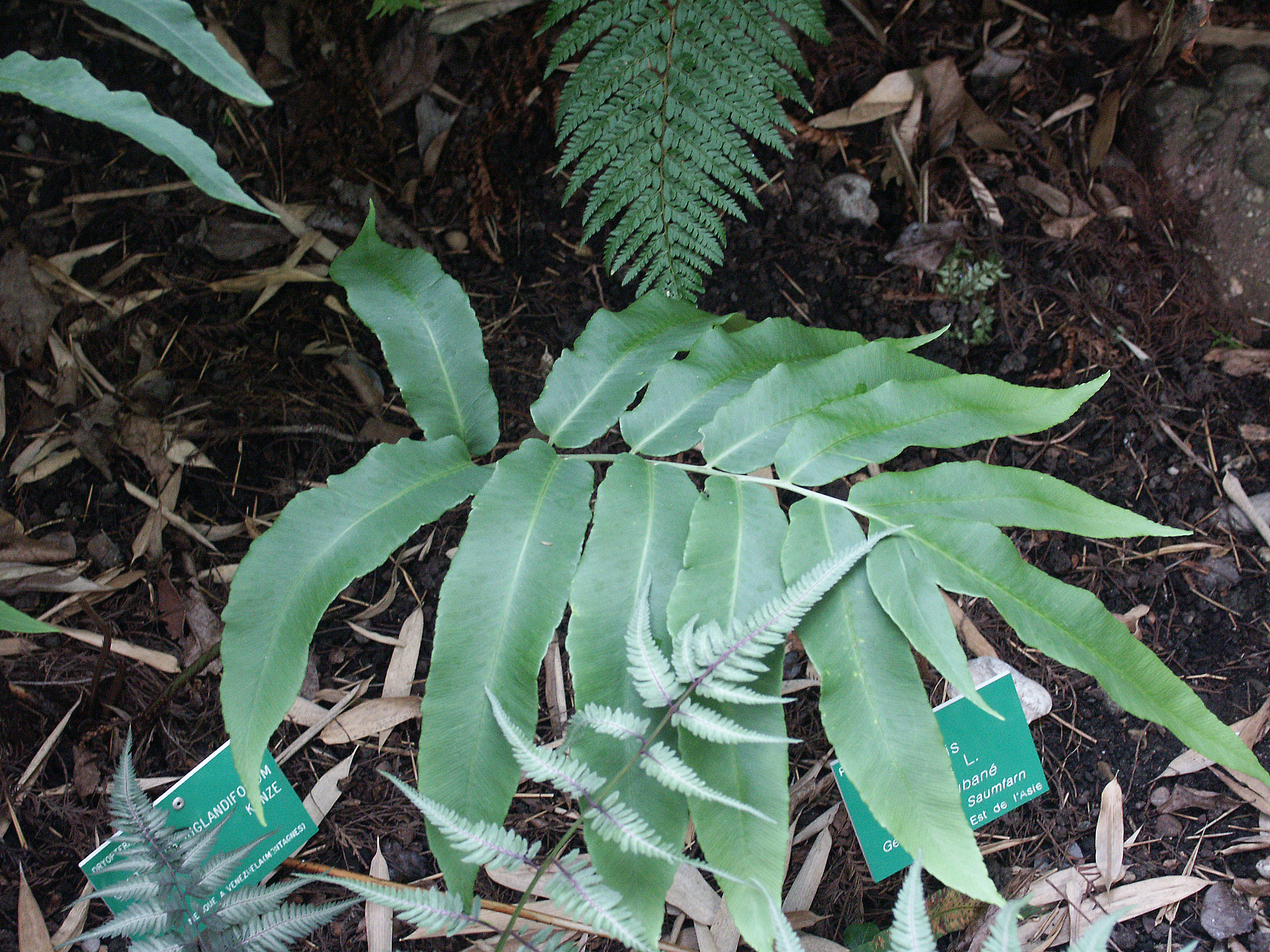
Fronde
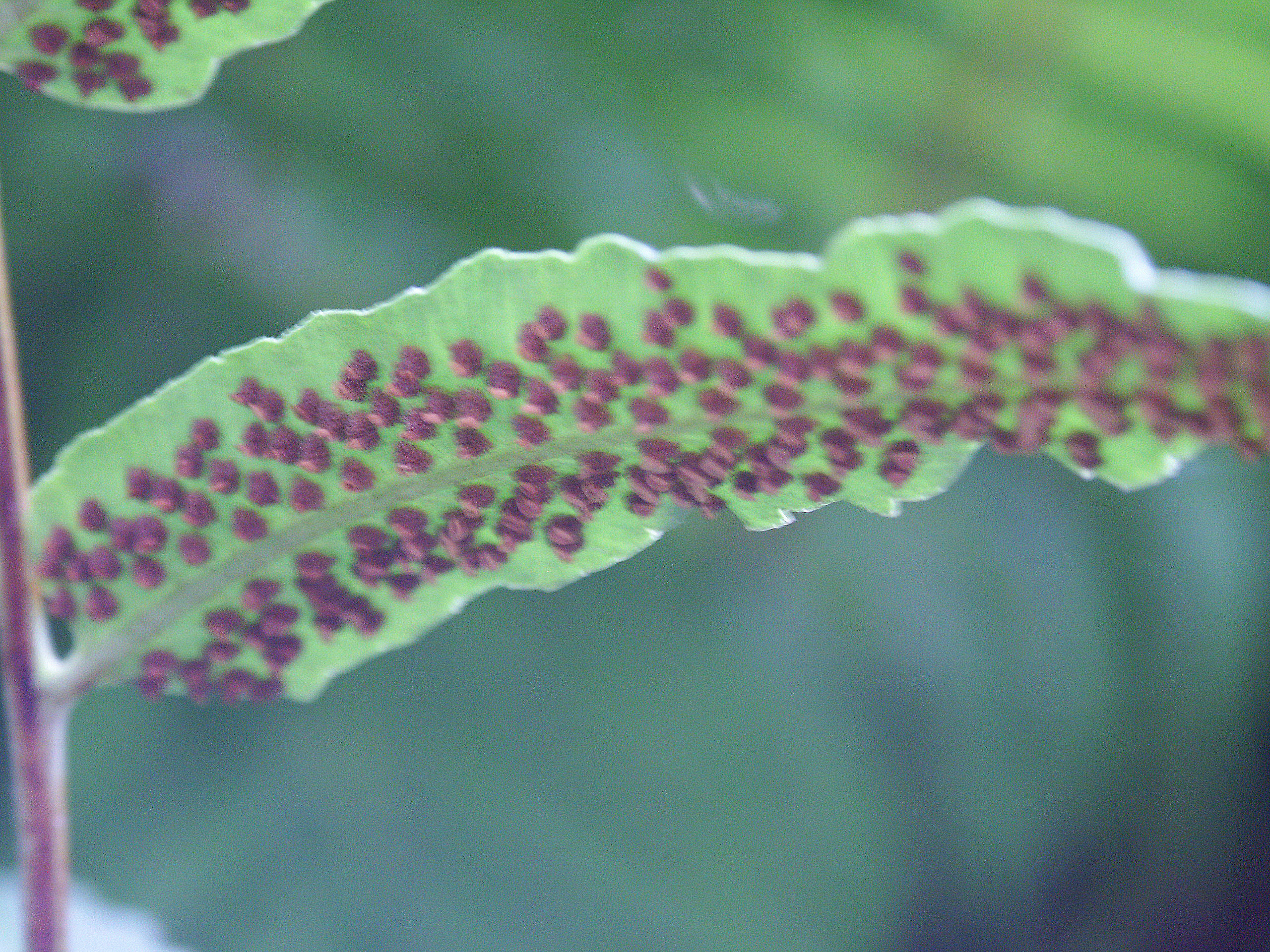
Sores
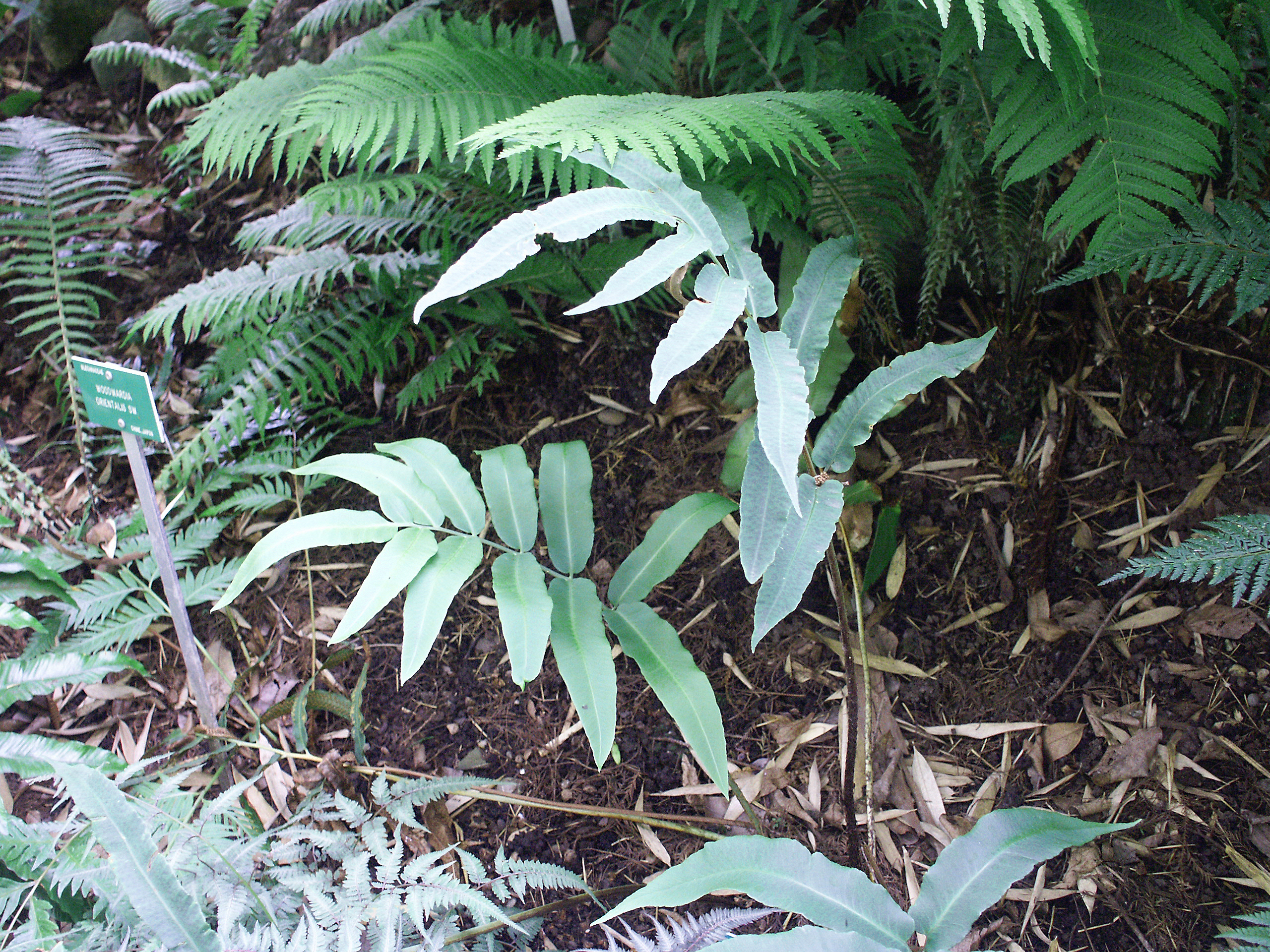
Aspect de la plante